# 梅塞德斯·卡夫雷拉
梅塞德斯·卡夫雷拉·卡尔沃-索特洛（西班牙語：Mercedes Cabrera Calvo-Sotelo，1951年12月3日—）是西班牙政治学和社会学家，教授，政治人物。前西班牙教育大臣。

## 生平
1951年12月3日出生于马德里。1977年毕业于马德里康普顿斯大学政治学与社会学系，获博士学位。自1996年起，在该大学担任政治哲学史和社会学教授。同时也在国立远程教育大学任教。
2004年起在西班牙众议院担任教育科学事务委员会主席。2006年4月在萨帕特罗改组内阁中接替玛丽亚·赫苏斯·圣塞贡多出任教育与科学大臣。直到2009年4月在内阁与部门重组后离任。

## 家庭
她的舅父是前首相萊奧波爾多·卡爾沃-索特洛。她的小姨与前外交大臣费尔南多·莫兰·洛佩斯结婚。爷爷是著名物理学家布拉斯·卡夫雷拉·费利佩。
她于1973年与哲学教授阿尔弗雷多·德亚尼奥结婚，育有一子。德亚尼奥早逝后，她又与卡洛斯·阿雷尼利亚斯结婚，育有两个孩子。阿雷尼利亚斯在2004年至2008年担任国家证券市场委员会副主席。

## 荣誉
- 大十字级航海家恩里克王子勋章 （葡萄牙，2006年）[7]
- 大十字级卡洛斯三世勋章（西班牙，2009年）[8]
- 大十字级智者阿方索十世勋章（西班牙，2011年）[9]